# Geocoris dispar
Geocoris dispar är en insektsart som först beskrevs av Antoni Stanisław Waga 1839.  Geocoris dispar ingår i släktet Geocoris, och familjen fröskinnbaggar. Enligt den finländska rödlistan är arten sårbar i Finland. Arten är reproducerande i Sverige. Artens livsmiljö är torra gräsmarker.